# Georg Büchner Jahrbuch
Das Georg Büchner Jahrbuch (GBJb) ist ein seit 1981 unregelmäßig erscheinendes, vorwiegend literaturwissenschaftliches Periodikum, das sich mit Leben und Werk des Dichters und Sozialrevolutionärs Georg Büchner (1813–1837) beschäftigt.
Das Jahrbuch dient der biographischen Forschung und der wissenschaftlichen Einordnung Georg Büchners. Es enthält Quellen, Aufsätze, Debattenbeiträge und Materialien. Bisher erschienen 15 Bände: Von 1981 bis 1985 als Jahrgangsbände, 1986–1989 als Doppeljahrgangsbände und 1990–2019 als Bände, die mehrere Jahrgänge umfassen (1990–1994, 1995–1999, 2000–2004, 2005–2008, 2009–2012, 2013–2015, 2015–2019). Seit 2023 erscheint das Jahrbuch unter neuer Herausgeberschaft erneut jährlich und mit thematischen Schwerpunkten.
Das Jahrbuch wird von der Georg Büchner Gesellschaft und der Forschungsstelle Georg Büchner – Literatur und Geschichte des Vormärz – am Institut für Neuere Deutsche Literatur der Philipps-Universität Marburg herausgegeben.  1981–2021 war der Literaturwissenschaftler Burghard Dedner einer der Herausgeber neben Matthias Gröbel und Eva-Maria Vering. Ein früherer langjähriger Mitherausgeber war Thomas Michael Mayer, Büchner-Forscher und Mitarbeiter der Forschungsstelle. Ab 2022 sind Roland Borgards und Esther Köhring als Reihenherausgeber tätig, unterstützt durch wechselnde Mitherausgeber. 